# Elisabet Albertina de Saxònia-Hildburghausen
Elisabet Albertina de Saxònia-Hidburghausen (en alemany Elisabeth Albertine von Sachsen-Hildburghausen) va néixer a Hildburghausen el 3 d'agost de 1713 i va morir a Neustrelitz el 29 de juny de 1761. Era filla del duc Ernest Frederic I (1681-1724) i de la comtessa Sofia Albertina d'Erbach-Erbach (1683-1742).

## Matrimoni i fills
El 5 de febrer de 1735 es va casar a Eisfeld amb el duc Carles Lluís de Mecklenburg-Strelitz (1708-1752), príncep de Mirow, fill del duc Adolf Frederic II (1658-1708) i de Cristiana Emília de Schwarzburg-Sondershausen (1681-1751). El matrimoni va tenir deu fills, sis dels quals arribaren a l'edat adulta:
- Cristiana (1735-1794).
- Carolina (22 de desembre de 1736).
- Adolf Frederic IV (1738-1794).
- Elisabet Cristina (1739-1741).
- Sofia Lluïsa (1740-1742).
- Carles II (1741-1816), que es va casar amb Frederica de Hessen-Darmstadt (1752-1785),i pare de Lluïsa de Mecklenburg-Strelitz.
- Ernest Gottlob Albert (1742-1814).
- Carlota (1744-1818), que va convertir-se en reina consort del Regne Unit en casar-se amb el rei Jordi III.
- Gotthelf (1745.
- Jordi August (1748-1785).